# Tudatküszöb alatti befolyásolás
Tudatküszöb alatti befolyásoláson olyan kommunikációs jelenséget értünk, amely során az üzenet a befogadó észlelésének vagyis biológiailag adott csatornáinak megkerülésével ér célba. A jelenség léte tudományosan nem nyert bizonyítást.

## A befolyásoló reklám
A tudatküszöb alatti vagy tudat alatti befolyásolás vádja leggyakrabban reklámokkal, mint a meggyőzés eszközeivel kapcsolatban merül fel. Ennek lényege, hogy a hirdetési célú hangfelvételekben, képekben vagy filmekben olyan befolyásolási szándékkal elhelyezett részletek találhatóak, melyeket a célszemély (általában fogyasztó) nem tud észlelni biológiai korlátai miatt, ezek tudatküszöb alatt mégis hatással vannak rá.

## A jelenség eredete
A tudatküszöb alatti befolyásolás archetipikus, hivatkozott példája James Vicary amerikai piackutató 1957-es kísérlete. Vicary egy new jersey-i moziban a Piknik című film közben vetített 3 ezredmásodpercre felvillanó - s így az emberi agy számára felfoghatatlan - "Egyél popcornt!" és "Igyál kólát!" feliratokat. Bevallása szerint a feliratok hatására 60 százalékkal nőtt a mozihoz tartozó büfé forgalma.
Vicary későbbi, az eredményt hitelesíteni hivatott kísérletei azonban megbuktak. Végül 1962-ben beismerte, hogy a nyilvánosság által ismert formában soha nem végezte el a kísérletet.

## "Észlelés hatás"
A fogalommal nem azonos, de kapcsolódik hozzá a vele ellentétben bizonyított és elfogadott "puszta észlelés-hatás" fogalma. Ennek lényege, hogy egy semleges ingerrel való találkozás akkor is növeli az ingerrel kapcsolatos rokonszenvet, ha a bemutatás csak a tudatküszöb környékén történik (pl.: periferiális látás).

## Elfogadottsága és szabályozása
A pszichológusok és a reklámszakemberek (például Bob Garfield) bizonyítékok híján megkérdőjelezik a jelenség létét, annak ellenére, hogy időnként a jelenség bizonyos hatásait igazoló eredmények kerülnek nyilvánosságra. Ettől függetlenül a magyar joggyakorlat az 1996-os média- illetve egy évvel későbbi gazdasági reklámtörvény óta tiltja a "tudatosan nem észlelhető reklámot".